# Platt spretmossa
Platt spretmossa (Herzogiella turfacea) är en bladmossart som beskrevs av Iwatsuki 1970. Enligt Catalogue of Life ingår Platt spretmossa i släktet spretmossor och familjen Hypnaceae, men enligt Dyntaxa är tillhörigheten istället släktet spretmossor och familjen Plagiotheciaceae. Enligt den finländska rödlistan är arten sårbar i Finland. Arten är reproducerande i Sverige. Artens livsmiljö är mineralrika och måttligt mineralrika gran- och lövkärr. Inga underarter finns listade i Catalogue of Life.